# Іоанн (Шотландський король)
Іоанн I (шотл. гел. Iain Bailiol, англ. John Balliol; 1248 — 25 листопада 1314) — король Шотландії між 1292 та 1296 роками. Бувши спадкоємцем шотландського трону після смерті Маргарет, Норвезької Діви, отримав підтримку від англійського короля Едуарда I у боротьбі за владу проти 12 кланів. Склавши омаж Едуардові, був проголошений королем, але незабаром втратив трон у результаті повстання й відмовився від королівства, коли англійці напали на Шотландію. Визнання сюзеренітету Англії послужило причиною трьохсотрічної війни за незалежність Шотландії.

## Життєпис
Джон Баліол був сином англійського барона Джона де Баліоля та Дерворґіли Голуей, спадкоємиці шотландського графства Голлуей. Від своєї матері, праправнуки короля Давида I, успадкував права на корону Шотландії.
Після смерті королеви Маргарити Шотландської у 1290 році претензії на престол країни висунуло декілька кандидатів, в тому числі Джон де Баліоль, онук старшої дочки Давида Гантінґдонського, брата королів Малькольма IV, Вільгельма I Лева, і Роберт Брюс, син середньої дочки Давида.
Суперечка була винесена на розгляд Едуарда I, короля Англії. У 1292 році Едуард I виніс рішення на користь Джона де Баліоля, і 30 листопада 1292 року він був коронований королем Шотландії. Як подяку за підтримку король визнав сюзеренітет Англії над Шотландією.

## Інтернет-ресурси
- Вікісховище має мультимедійні дані за темою: John Balliol

| Попередник Маргарет I |  | Король Шотландії 1292 —1296 |  | Наступник Роберт I |